# Tu Mu
Tu Mu (čínsky pchin-jinem Dù Mù, znaky 杜牧; 803, Si-an – 852) byl čínský básník z období říše Tchang. Typická pro něj byla čtyřverší zvaná ťüe-ťü (často srovnávaná s japonským žánrem tanka). Psal též eseje, maloval (ilustroval zejména své básně), tvořil kaligrafii a byl státním úředníkem (úřednickou zkoušku složil roku 827), byť nikdy nedosáhl na vyšší posty, s čímž projevoval nespokojenost ve verších i v dopisech, které se dochovaly a jsou pro kritický tón, jímž je popisována tehdejší společnost, cenným zdrojem pro historiky. Jeho frustrace pramenila i z toho, že potřeboval vydělávat peníze na léčbu mladšího bratra, který trpěl očními chorobami. Hlásil se k odkazu Tu Fua a Chan Jüa, naopak odmítal styl zavedený Po Ťü-im. Za jeho nejvýznamnější prozaický text je považován komentář k Sun-c’uově knize Umění války.